# Sila (címzetes püspöki szék)
Sila egy algériai címzetes püspöki szék. Jelenlegi címzetes püspöke Savio Hon Apostoli Szentszéki diplomata Hongkongból.

## Titulusát viselték még
- Francis Joseph Spellman (1932.07.30. – 1939.04.15.)
- Thomas Arthur Connolly (1939.06.10. – 1950.05.18.)
- Cornelius Lucey (1950.11.14. – 1952.08.24.)
- Joseph Trương Cao Ðại (1953.01.08. – 1969.06.29.)
- Alberto Rencoret Donoso (1970.05.18. – 1976.02.26.)
- Michael Murphy (1976.04.01. – 1980.08.23.)
- Leoncio Leviste Lat (1980.10.30. – 2002.11.06.)
- Angelo Amato S.D.B. (2002.12.19 – 2010.11.20.)

## Fordítás
- Ez a szócikk részben vagy egészben  a   Sila, Numida című angol Wikipédia-szócikk ezen változatának fordításán alapul.  Az eredeti cikk szerkesztőit annak laptörténete sorolja fel. Ez a jelzés csupán a megfogalmazás eredetét és a szerzői jogokat jelzi, nem szolgál a cikkben szereplő információk forrásmegjelöléseként.